# 牛水里美
牛水 里美（うしみず さとみ、1983年12月27日 - ）は、日本の女優。
東京都出身。東京都立晴海総合高等学校、桜美林大学総合文化学科卒業。血液型はB型。LIBERTA、劇団「黒色綺譚カナリア派」所属（2007年 - ）。

## 出演

### 舞台
- 黒色綺譚カナリア派公演（2007年 - 2011年）
- OPAP・青年団リンク「もう風もふかない」（2003年、演出：平田オリザ）
- 文学座「銀河鉄道の夜」（2003年、演出：坂口芳貞）
- 青年座スタジオ公演「里見八犬伝」（2004年、演出:井上亭）
- 遊幻サーカス「貧血」（2005年）
- HOTROAD☆TRAIN Vol.3「デビルマン〜不動を待ちながら〜」（2006年）
- 赤堤ビンケ「涙が出るくらいのイメージ」（2006年）
- 2NKプロジェクト「ハムレット」（2006年）
- crew〜closing party〜「象牙の塔へ」（2006年）
- 空想組曲「この世界にはない音楽」（2006年）
- project☆&p2「汝知り初めし逢魔が刻に…」（2010年）
- 利賀村演劇人コンクール「紙風船」（2011年）
- ハイリンド「牡丹灯篭」（2011年）
- 温泉ドラゴン「vision」（2012年2月12日-2月19日、作・演出：シライケイタ）
- 温泉ドラゴン「桜」（2013年2月5日-2月10日、作・演出：シライケイタ）
- 温泉ドラゴン〜日韓演劇週間vol.2〜「桜」（2014年11月19日-11月24日、作・演出：シライケイタ）

### テレビ
- TOKYOマヨカラ!（2006年、テレビ東京） - 第一期生として準レギュラー出演

### 映画
- ロケットパンチを君に!（2005年） - 桃子役
- グーチョキパー（2005年） - 茜役
- ウチの○○知りませんか?（2007年） - 主演
- 琥珀色のキラキラ（2009年）
- youtubeドラマ『さよならヒーロー』（2013年）-葵役
- Every Day（2016年） - 津嶋役
- グーチョキパー ビヨンド（2017年） - 茜役

## 受賞歴
- 利賀演劇人コンクール2011、優秀演劇人賞受賞